# Gryon delucchii
Gryon delucchii är en stekelart som beskrevs av G. Mineo och Szabó 1978. Gryon delucchii ingår i släktet Gryon och familjen Scelionidae. Inga underarter finns listade i Catalogue of Life.